# Alannah Yip
Alannah Yip (ur. w 1993 w North Vancouver) – kanadyjska wspinaczka sportowa. Specjalizuje się boulderingu, wspinaczce na czas oraz w łącznej. Mistrzyni Ameryki z 2020 roku we wspinaczce łącznej.

## Kariera sportowa
W 2020 w Los Angeles na Mistrzostwa Ameryki zdobyła 1. miejsce, złoty medal we wspinaczce łącznej czym zapewniła sobie bezpośrednie kwalifikacje na IO 2020 w Tokio.

## Osiągnięcia

### Mistrzostwa świata
| Konkurencje       | 2016 | 2018 | 2019 |
| Bouldering        | 16   | 13   | 7    |
| Prowadzenie       | 43   | 51   | 38   |
| Wsp. na czas      | 38   | 37   | 29   |
| Wspinaczka łączna |      | 15   | 18   |

### Mistrzostwa Ameryki
| Konkurencje       | 2020 |
| Bouldering        |      |
| Prowadzenie       |      |
| Wsp. na czas      |      |
| Wspinaczka łączna | 1    |